# Trachychelifer liaoningense
Trachychelifer liaoningense är en spindeldjursart som beskrevs av Hong 1983. Trachychelifer liaoningense ingår i släktet Trachychelifer och familjen tvåögonklokrypare. Inga underarter finns listade i Catalogue of Life.